# Alej dubů letních na hrázi rybníka Pařezný
U vesnice Libáň nalézající se asi 3 km severovýchodně od městečka Nasavrky v okrese Chrudim roste na hrázi Pařezného rybníka alej 32 dubů letních (Quercus robur).
Památné stromy dosahují výšky až 25 m. Hráz Pařezného rybníka je přístupná po lesní cestě odbočující od turistického rozcestníku Radochlín na křižovatce modré a zelené turistické značky. 
Alej je chráněna od roku 1996 pro svůj vzrůst a jako významná krajinná dominanta.

## Galerie

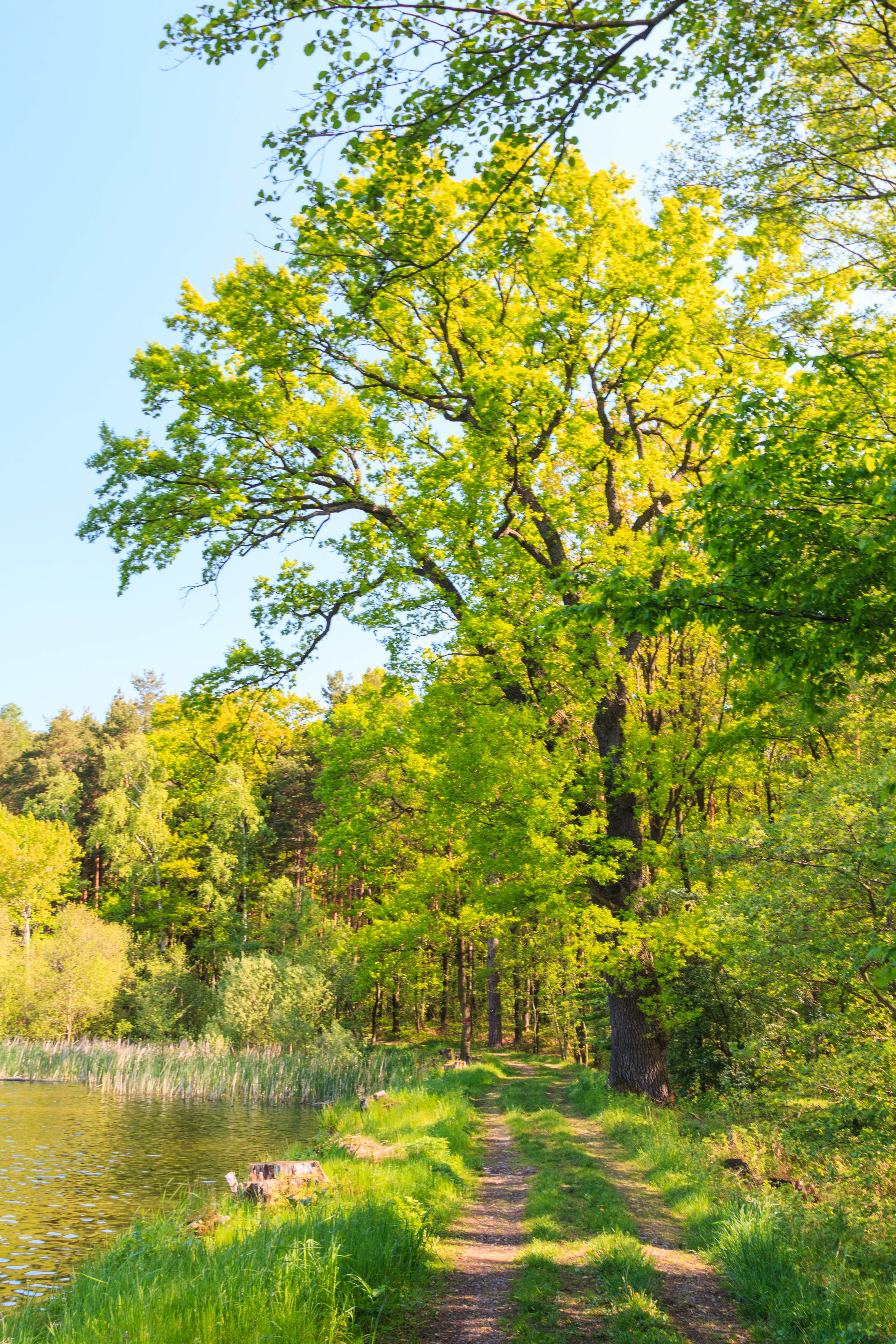
Památné duby na hrázi Pařezného rybníka
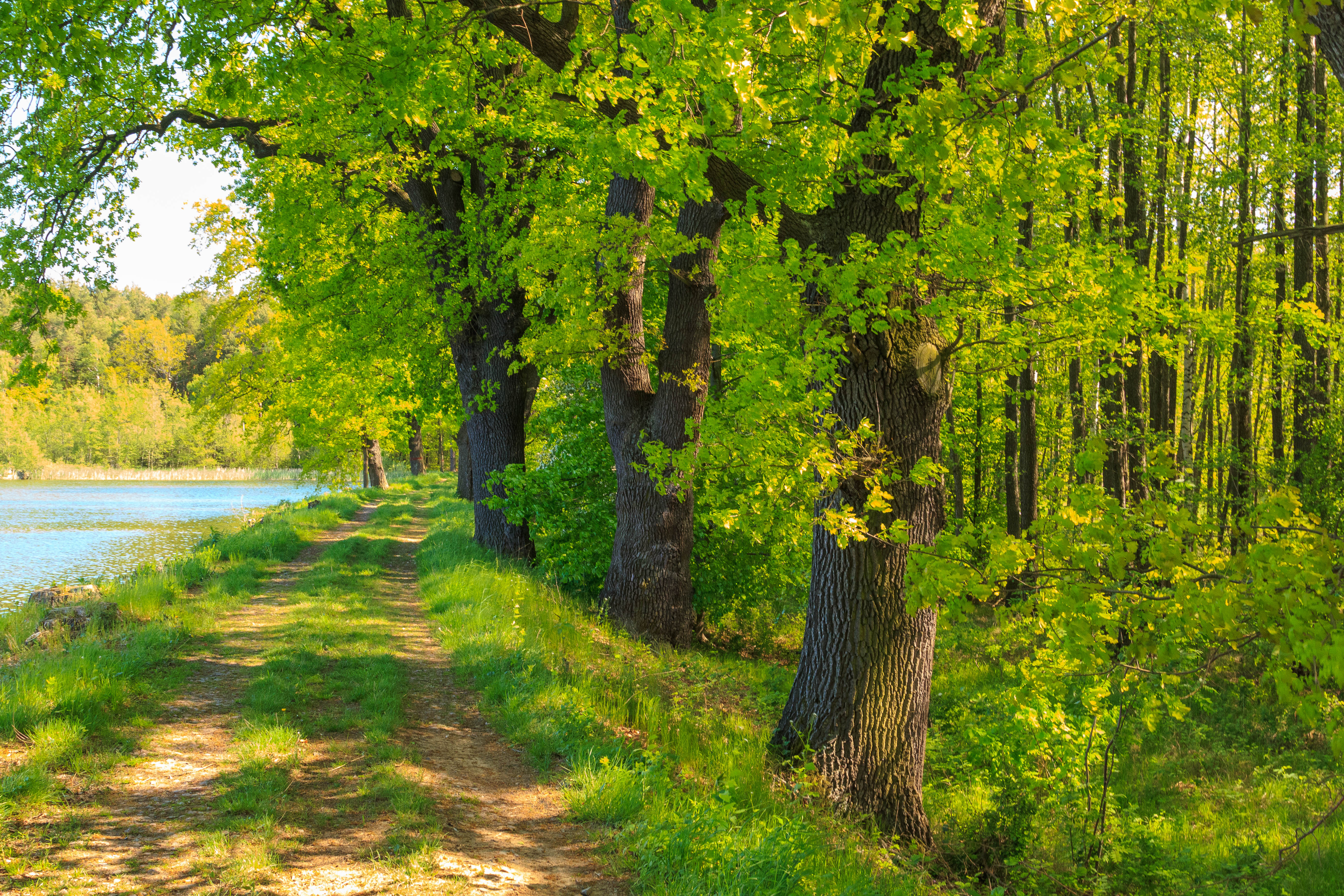
Památné duby na hrázi Pařezného rybníka
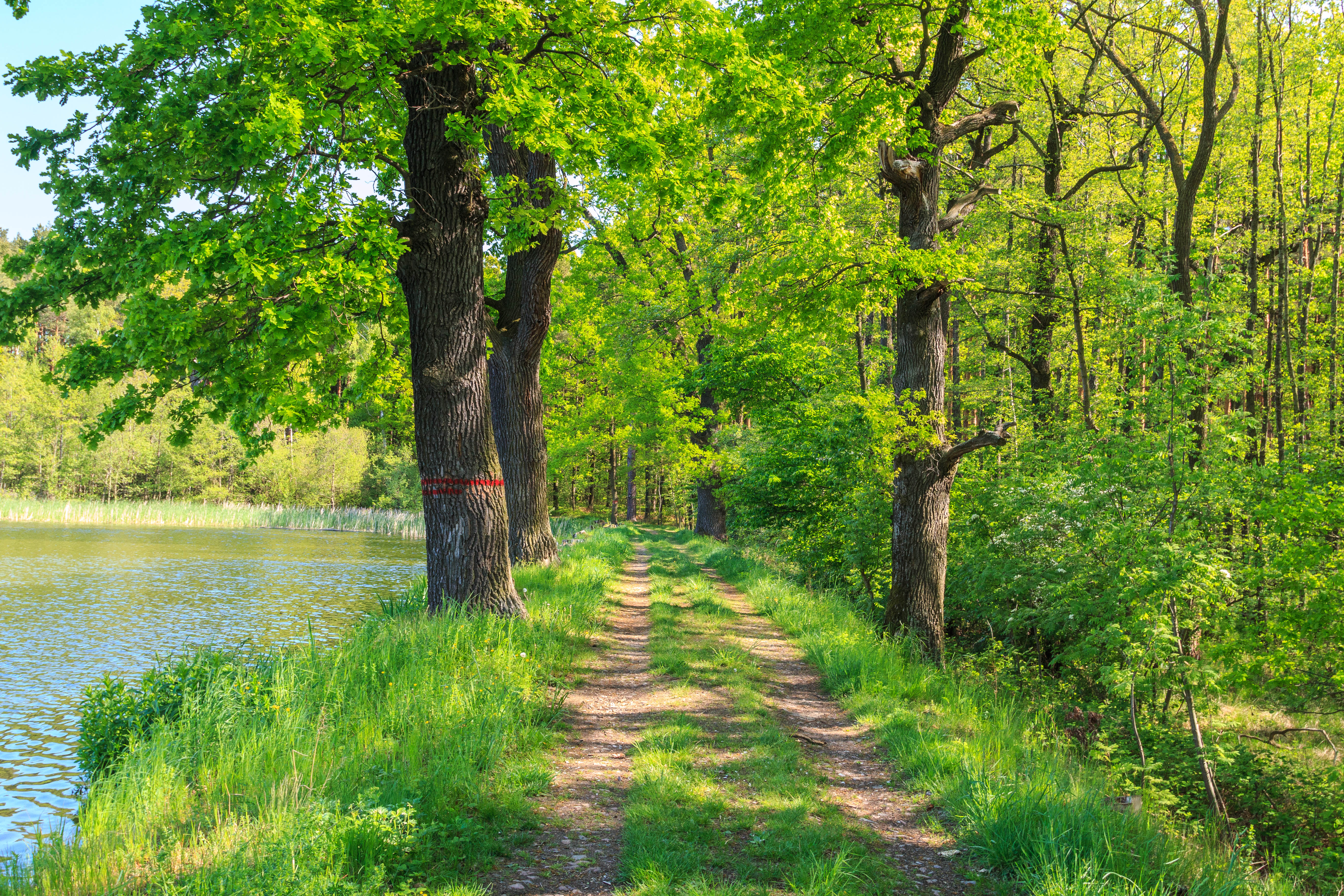
Památné duby na hrázi Pařezného rybníka
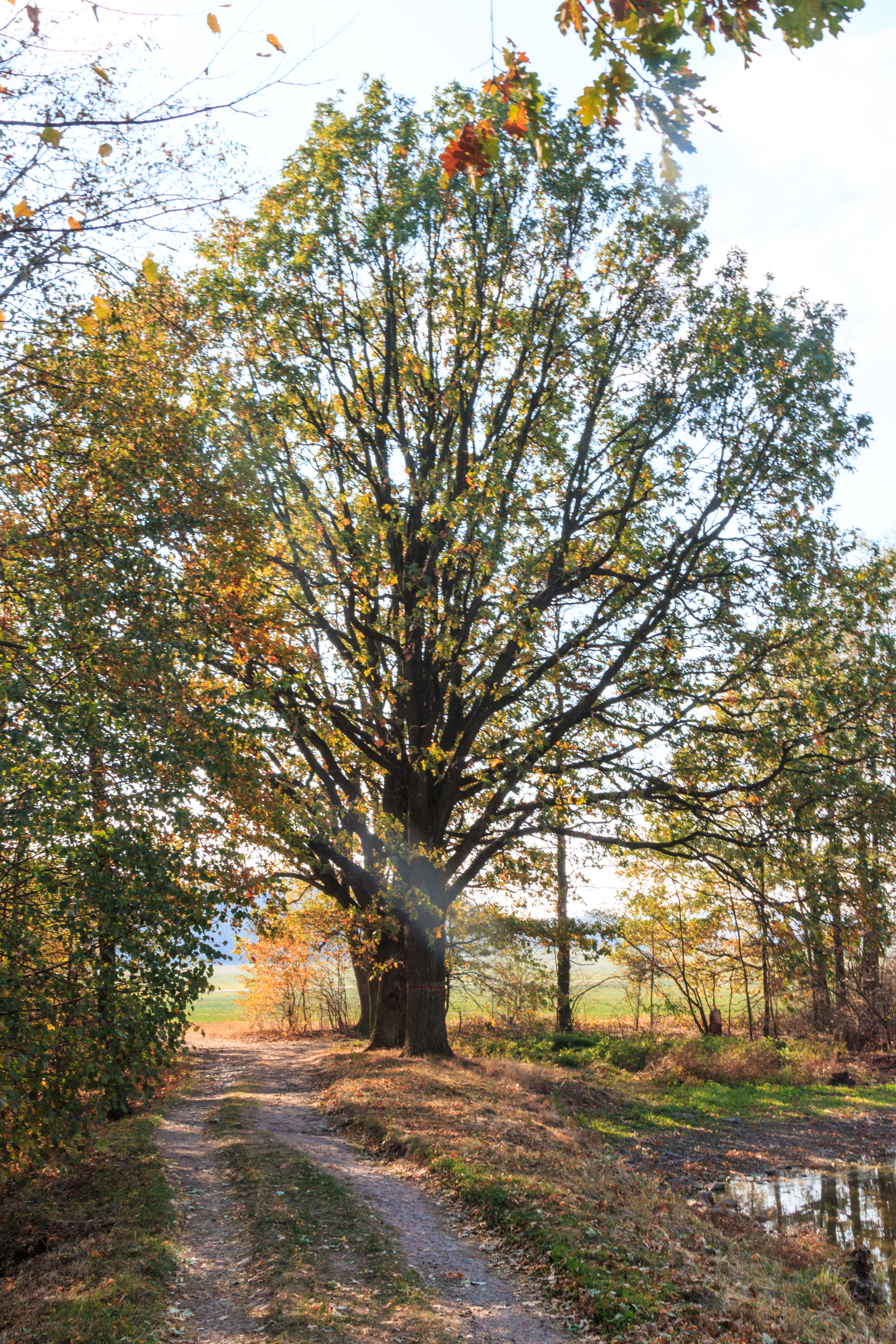
Památné duby na hrázi Pařezného rybníka
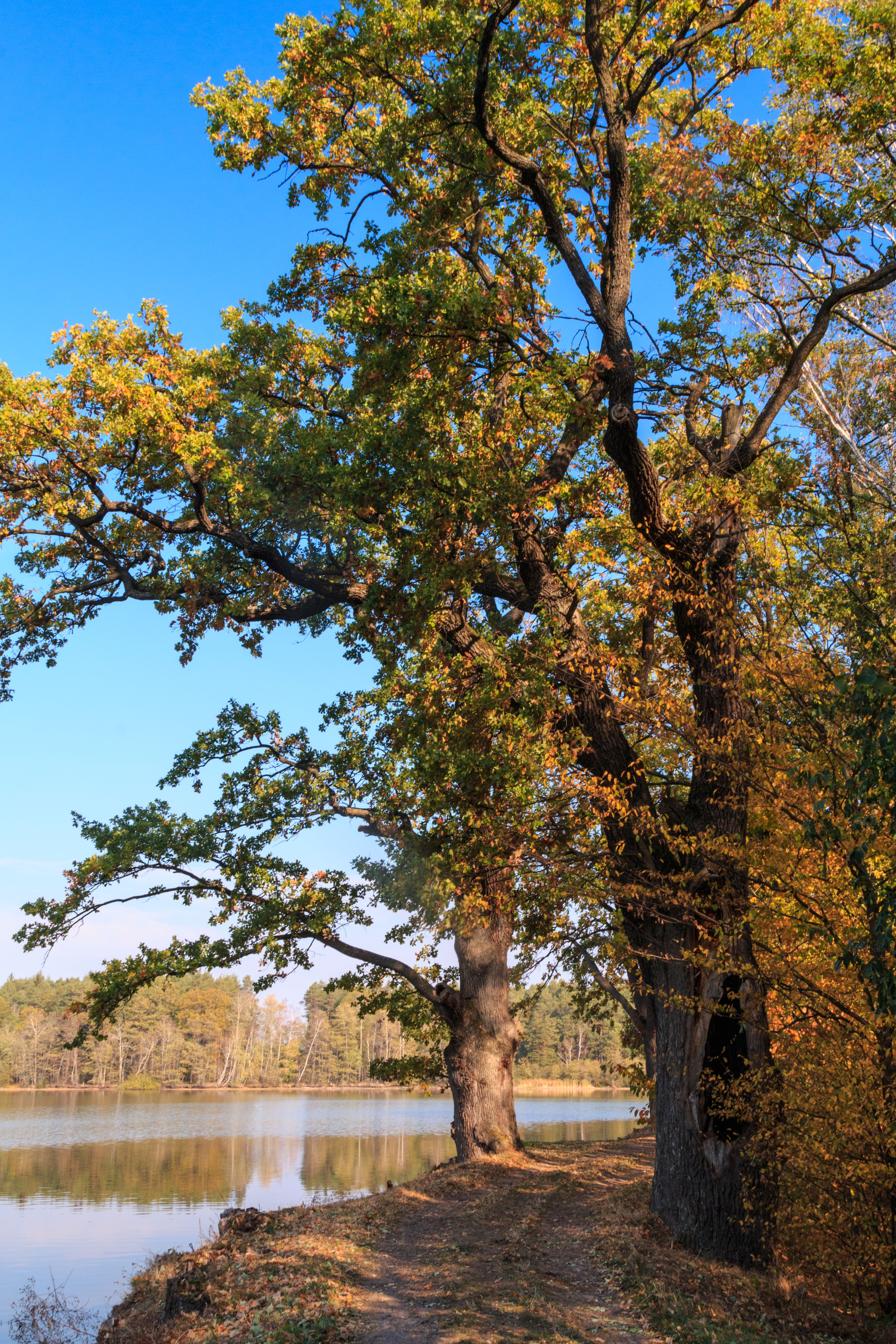
Památné duby na hrázi Pařezného rybníka